# Bunud
Bunud är en ort i Azerbajdzjan.   Den ligger i distriktet Qəbələ, i den centrala delen av landet, 170 km väster om huvudstaden Baku. Bunud ligger 592 meter över havet och antalet invånare är 819.
Terrängen runt Bunud är varierad. Närmaste större samhälle är Qutqashen, 13,7 km nordväst om Bunud. 
Trakten runt Bunud består i huvudsak av gräsmarker. Runt Bunud är det ganska glesbefolkat, med 34 invånare per kvadratkilometer.